# Frederic Bamvuginyumvira
Frederic Bamvuginyumvira är en burundisk politiker i partiet Frodebu, som 1998 blev Burundis förste Vice-president. Han är idag (2015) ledare för Frodebu.